# Інтерсіті

Логотип «Інтерсіті»

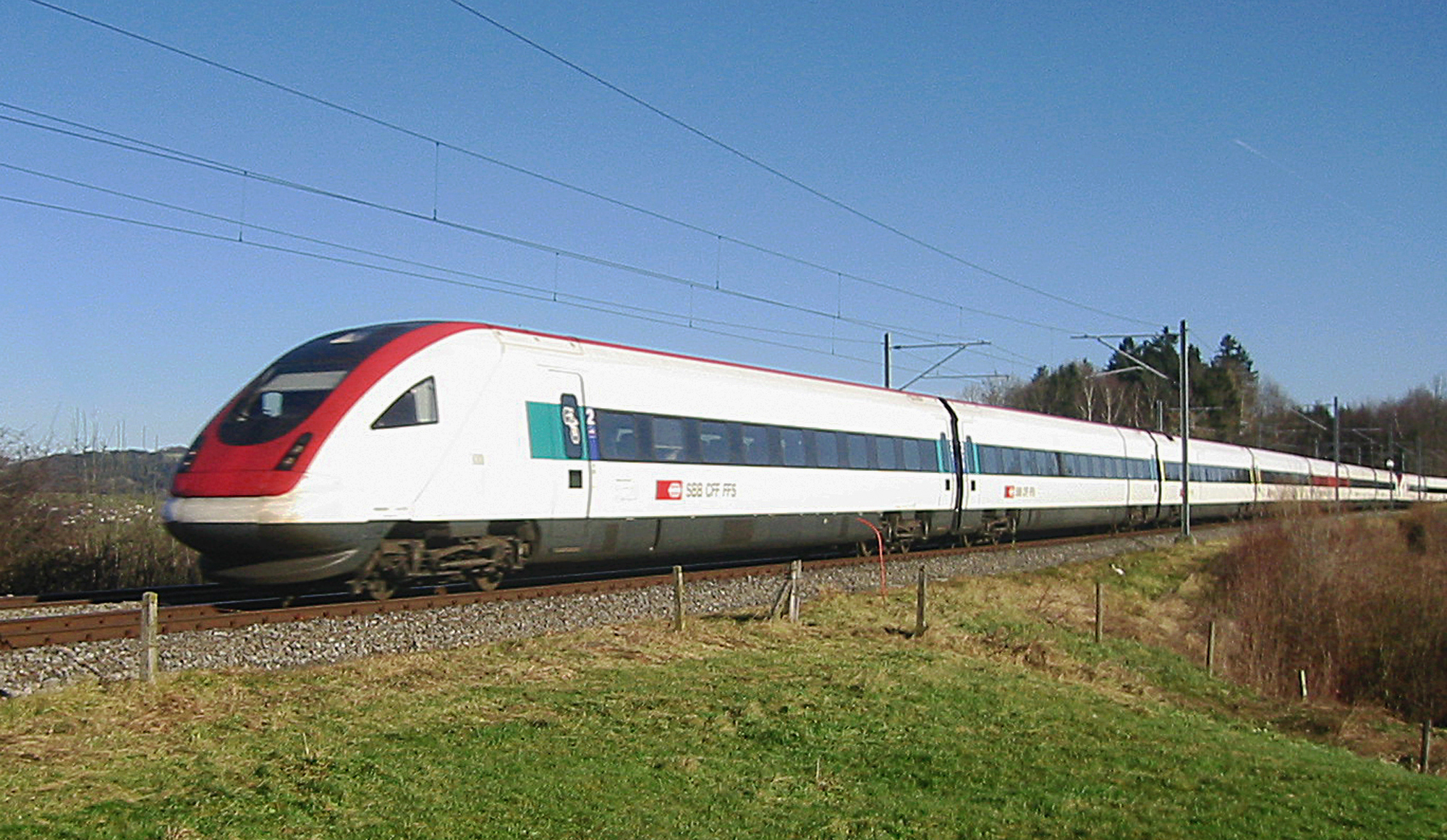
«Intercity Neigezug» у Швейцарії

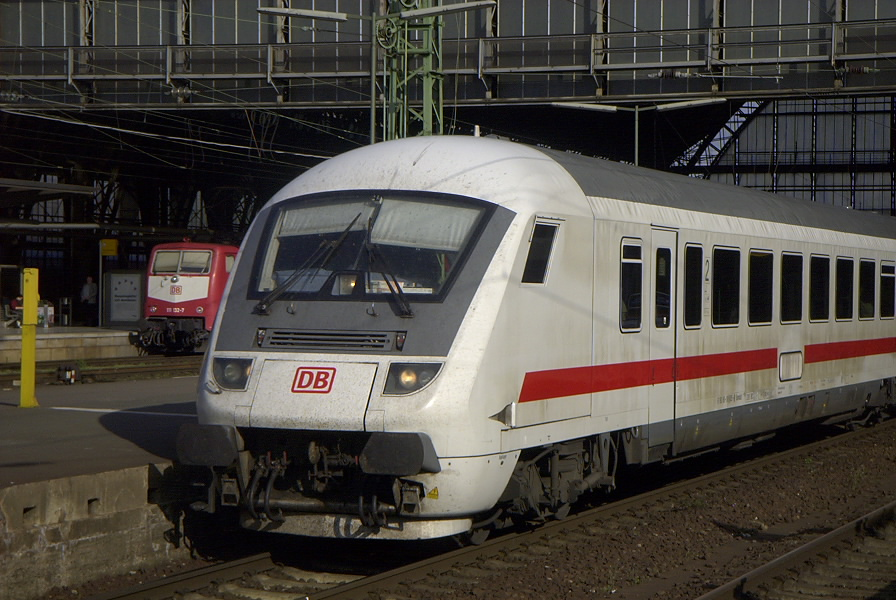
«InterCity» на вокзалі Бремена

Інтерсíті  (ІС), (англ. InterCity) — денний міжрегіональний швидкісний поїзд, тобто пасажирський поїзд, який рухається з середньою швидкістю 80 км/год та максимальною швидкістю 160 км/год вдень, вагони з місцями для сидіння 1-го та 2-го класу з можливим включенням вагонів 3-го класу.
Як рухомий склад використовується моторвагонний рухомий склад або пасажирські вагони локомотивної тяги з місцями для сидіння першого (бізнес, люкс), другого (економ) та третього (туристичного) класу.

## Вимоги
До рухомого складу категорії «Інтерсіті» визначені наступні вимоги:
- маршрутна швидкість 80 км/год і більше при допустимій швидкості до 160 км/год;
- вагони з місцями для сидіння 1-го та 2-го класу з можливим включенням вагонів 3-го класу;
- поїзд повинен мати індивідуальну емблему (символіку) та однотипне оформлення складу;
- на вагони, які включені до складу поїзда, у визначених місцях нанесені піктограми для ідентифікації пасажирами типу поїзда, категорії вагона та послуг, які надаються.

## Піктограми
Піктограмами позначаються:
- місця для сидіння та клас вагона;
- місця для пасажирів з дітьми;
- заборона паління;
- вагон-бар;
- кондиціювання повітря;
- вагон з місцями для перевезення велосипедів;
- вагон з купе для перевезення пасажирів-інвалідів;
- вагон з наданням послуг WiFi-інтернету.

Потреба у внесенні змін виникла у зв'язку з розробкою нової системи класифікації пасажирських поїздів згідно з Указом Президента України "Про Національний план дій на 2011 рік щодо впровадження Програми економічних реформ на 2010—2014 роки «Заможне суспільство, конкурентоспроможна економіка, ефективна держава», а також із проведенням заходів у рамках підготовки до Чемпіонату Європи з футболу 2012 року.
До цього часу на «Укрзалізниці» діють «Правила перевезення пасажирів, багажу, вантажобагажу та пошти залізничним транспортом України», затверджені наказом Мінтрансзв'язку від 27.12.2006 № 1196. У змінах до Правил прописано обов'язки провідників/стюардів швидкісних пасажирських поїздів.

## Перспективи
До 2023 року поїздами «Інтерсіті» запроповано з'єднати усі обласні центри України, відповідно плану реформ на 2021—2023 роки, який було презентовано на виїзному засіданні фракції «Слуга народу» у Трускавці. Згідно з планом до 2023 року поїзди «Інтерсіті» з'єднають усі обласні центри, «Сіті-експрес» запрацює у Києві, Львові, Дніпрі та Харкові, а також з'являться 25 індустріальних парків. Крім того, будуть створені спеціальні туристичні економічні зони, а 10 національних парків стануть справжніми туристичними об'єктами з необхідною інфраструктурою.